# Tatjana Sacharowa
Tatjana Sacharowa (russisch Татьяна Захарова, engl. Transkription Tatyana Zakharova; * 18. April 1969) ist eine ehemalige russische Sprinterin, die sich auf den 400-Meter-Lauf spezialisiert hatte.
Bei den Leichtathletik-Europameisterschaften 1994 erreichte sie im Einzelbewerb das Halbfinale und gewann sie mit der russischen Mannschaft Silber in der 4-mal-400-Meter-Staffel. 1995 war sie bei den Leichtathletik-Weltmeisterschaften in Göteborg im Vorlauf Teil der russischen 4-mal-400-Meter-Stafette und trug so zu deren Gewinn der Silbermedaille bei.

## Persönliche Bestzeiten
- 400 m: 51,12 s, 5. Juni 1995, Moskau
  - Halle: 52,66 s, 26. Januar 1994, Moskau